# Kate Williams Evans

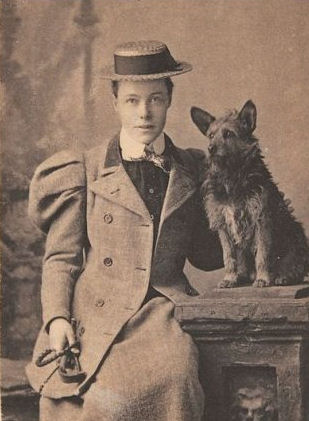
Kate Williams Evans, ca. 1890

Kate Williams Evans (* 1. Oktober 1866 in Llanymynech, Montgomeryshire; † 2. Februar 1961 in Oswestry, Shropshire) war eine walisisch-britische Suffragette. Im Zuge ihrer Aktionen wurde sie im Holloway Prison inhaftiert, wo sie in den Hungerstreik trat. Dafür erhielt sie die sogenannte „Hungerstreik-Medaille“ der Women’s Social and Political Union (WSPU), für deren Erwerb Amgueddfa Cymru – Museum Wales, der Verbund der walisischen Museen, 2018 in einer Aktion fast 50.000 Pfund zahlte.

## Leben
Evans wurde als Tochter von William Dorsett Evans (1832–1892), einem erfolgreichen Landwirt, und Mary Evans, geborene Williams (* 1838), geboren. Sie hatte vier Geschwister: einen Bruder und drei Schwestern. 1891 lebte sie mit ihrer Familie auf dem Familiensitz Bod Gwilym in Llansantffraid-ym-Mechain, Powys.
In ihrer Jugend interessierte sie sich für Politik, und während eines Aufenthalts in Paris in den 1890er Jahren begann sie, sich für das Frauenwahlrecht zu interessieren. Nach ihrer Rückkehr in die Heimat lernte sie Mitglieder der Women’s Social and Political Union (WSPU) kennen, und mit Mitte 30 war Evans aktives Mitglied der WSPU und wurde zur Enttäuschung ihrer Eltern Suffragette. Im März 1912 wurde sie wegen „böswilliger Beschädigung“ verhaftet, weil sie zusammen mit anderen Suffragetten, darunter Caroline Lowder Downing und Edith Downing, die Fenster von Regierungsbüros in London eingeschlagen hatte. Dafür wurde sie zu 54 Tagen Zwangsarbeit im Holloway Prison verurteilt, wo sie in den Hungerstreik trat. Nach der Entlassung aus dem Gefängnis wurde sie wie andere Suffragetten mit der sogenannten „Hungerstreik-Medaille“ der WSPU und der „Holloway-Brosche“ ausgezeichnet. Die Hungerstreik-Medaille besteht aus der eigentlichen Medaille an einem kurzen Band in den Farben der Suffragetten zwischen zwei silbernen Barren, von denen einer die Gravur „4. März 1912“ und der andere die Aufschrift „For Valour“ trägt.
Im August 1913 leitete sie eine Sitzung der Women’s Freedom League (WFL) in Llansantffraid-ym-Mechain, wo sie eine Rede über die Unterschiede zwischen der WSPU und der WFL in Bezug auf Politik und Militanz hielt; es wird vermutet, dass sie nach ihren Erfahrungen im Holloway Prison die WSPU verlassen haben könnte, um sich der weniger militanten WFL anzuschließen. Auf jeden Fall engagierte sie sich weiterhin in der WFL-Zweigstelle und war mindestens bis 1917 deren Vorsitzende.
Mindestens ab 1939 lebten Evans und ihre Schwester Margaret gemeinsam auf dem elterlichen Anwesen Bod Gwylim, wo sie bis zu ihrem Tod blieben. Evans starb im Februar 1961 im Oswestry and District General Hospital in Oswestry; ihre Asche wurde zusammen mit der ihrer Schwester beigesetzt. In ihrem Testament hinterließ sie knapp 14.000 Pfund.

## Auktion
Im Jahr 2018 wurden ihre Hungerstreik-Medaille, ihre Holloway-Brosche und ihr schriftlicher Nachlass versteigert, darunter der Haftbefehl der Metropolitan Police und ein Autogrammbuch mit den handschriftlichen Unterschriften von Suffragetten wie Emily Davison, Emmeline Pankhurst und Sarah Benett. Ebenfalls versteigert wurde ein seltenes Exemplar der Holloway Jingles,  einer Gedichtsammlung der inhaftierten Suffragetten, zu der Evans drei Gedichte beisteuerte, von denen zwei den Titel Who? und das dritte The Cleaners of Holloway tragen, sowie ein signierter Brief von Emmeline Pankhurst. Zum Verkauf gehörte auch ein handgeschriebener Brief der Mitgefangenen und Suffragette Sarah Benett an ihr Dienstmädchen Jane, in dem es heißt: „Miss Evans wird mein Gast sein, bis sie ein wenig kräftiger ist. Sie hat gehungert, also pflegene Sie sie wie eine Kranke […]“ Die Sammlung wurde im Namen von Evans' Familie verkauft.
Die Sammlung wurde für 48.640 Pfund erworben, und die Hungerstreik-Medaille befindet sich heute in der Sammlung des walisischen Museumsverbundes Amgueddfa Cymru – Museum Wales.